# Campeonato Sul-Americano de Futsal Feminino de 2011
O Campeonato Sul-Americano de Futsal Feminino de 2011 foi a 4ª edição do Campeonato Sul-Americano de Futsal Feminino, que se realiza a cada dois anos. Realizou-se em Maracay, Venezuela, entre os dias 7 e 14 de outubro de 2011 no Ginásio Polideportivo "Las Delicias".
O campeão da competição foi o Brasil que venceu a Argentina na final por 8 a 1.

## Árbitros(as)
As Comité de Arbitragem CONMEBOL anunciou no dia 26 de setembro de 2011, a lista dos sete árbitros e quatro árbitras para o torneio continental.
| Argentina (1) - Darío Santamaría Brasil (2) - Katiucia dos Santos - Alane Lucena Colômbia (1) - Oswaldo Gómez | Equador (1) - Wilson Torres Paraguai (1) - Néstor Valiente Perú (1) - Doris Doria | Uruguai (1) - Teresa Analía da Rosa Venezuela (2) - Juan Mezías - Félix Rumbos |

## Fase inicial

### Grupo A
| Pos | Seleções  | Pts | J | V | E | D | GP | GC | SG  |
| --- | --------- | --- | - | - | - | - | -- | -- | --- |
| 1º  | Argentina | 12  | 4 | 4 | 0 | 0 | 14 | 3  | +11 |
| 2º  | Venezuela | 9   | 4 | 3 | 0 | 1 | 11 | 5  | +6  |
| 3º  | Uruguai   | 6   | 4 | 2 | 0 | 2 | 8  | 11 | -3  |
| 4º  | Chile     | 3   | 4 | 1 | 0 | 3 | 9  | 13 | -4  |
| 5º  | Peru      | 0   | 4 | 0 | 0 | 4 | 7  | 17 | -10 |

### Grupo B
| Pos | Seleções | Pts | J | V | E | D | GP | GC | SG  |
| --- | -------- | --- | - | - | - | - | -- | -- | --- |
| 1º  | Brasil   | 9   | 3 | 3 | 0 | 0 | 42 | 3  | +39 |
| 2º  | Paraguai | 6   | 3 | 2 | 0 | 1 | 7  | 25 | -18 |
| 3º  | Colômbia | 3   | 3 | 1 | 0 | 2 | 9  | 15 | -6  |
| 4º  | Equador  | 0   | 3 | 0 | 0 | 3 | 7  | 22 | -15 |

## Fase final
|  | Semifinais            | Semifinais            |   |                       | Final                 | Final    |  |
|  |                       |                       |   |                       |                       |          |  |
|  | 13 de outubro de 2011 |                       |   |                       |                       |          |  |
|  | Argentina             | 3                     |   |                       |                       |          |  |
|  | Paraguai              | 0                     |   |                       |                       |          |  |
|  |                       |                       |   |                       |                       |          |  |
|  |                       |                       |   |                       | 14 de outubro de 2011 |          |  |
|  |                       |                       |   |                       | Argentina             | 1        |  |
|  |                       | Brasil                | 8 |                       |                       |          |  |
|  |                       |                       |   |                       |                       |          |  |
|  |                       |                       |   |                       |                       |          |  |
|  |                       |                       |   |                       | 3º e 4º Lugar         |          |  |
|  | 13 de outubro de 2011 | 13 de outubro de 2011 |   | 14 de outubro de 2011 | 14 de outubro de 2011 |          |  |
|  | Venezuela             | 0                     |   | Venezuela             | 2                     |          |  |
|  | Brasil                | 10                    |   |                       | Paraguai              | 4 (Pro.) |  |

## Classificação Final
| Pos | País      |
| --- | --------- |
|     | Brasil    |
|     | Argentina |
|     | Paraguai  |
| 4   | Venezuela |
| 5   | Colômbia  |
| 6   | Uruguai   |
| 7   | Equador   |
| 8   | Chile     |
| 9   | Peru      |

## Premiação
| Vencedor         |
| Brasil           |
| ---------------- |
| BRASIL 4º título |

Os seguintes prêmios foram designados no torneio:
| Artilheira | Fair Play | Melhor jogadora |
| ---------- | --------- | --------------- |
| Luciléia   | Brasil    | Vanessa         |